# Theodor Schnell der Jüngere
Theodor Schnell der Jüngere (* 8. Mai 1870 in Ravensburg; † 25. Februar 1938 in Ravensburg) war ein württembergischer Bildhauer und Kirchenausstatter des späten Historismus. Sein Schaffen reicht von neugotischen und neuromanischen Kirchenausstattungen über den Jugendstil (ab 1900) bis hin zu für seine Zeitgenossen geradezu modernistisch anmutenden Altären mit Anklängen an Art déco. Da er katholisch war, ist sein Werk mit katholischen Kirchen verbunden.

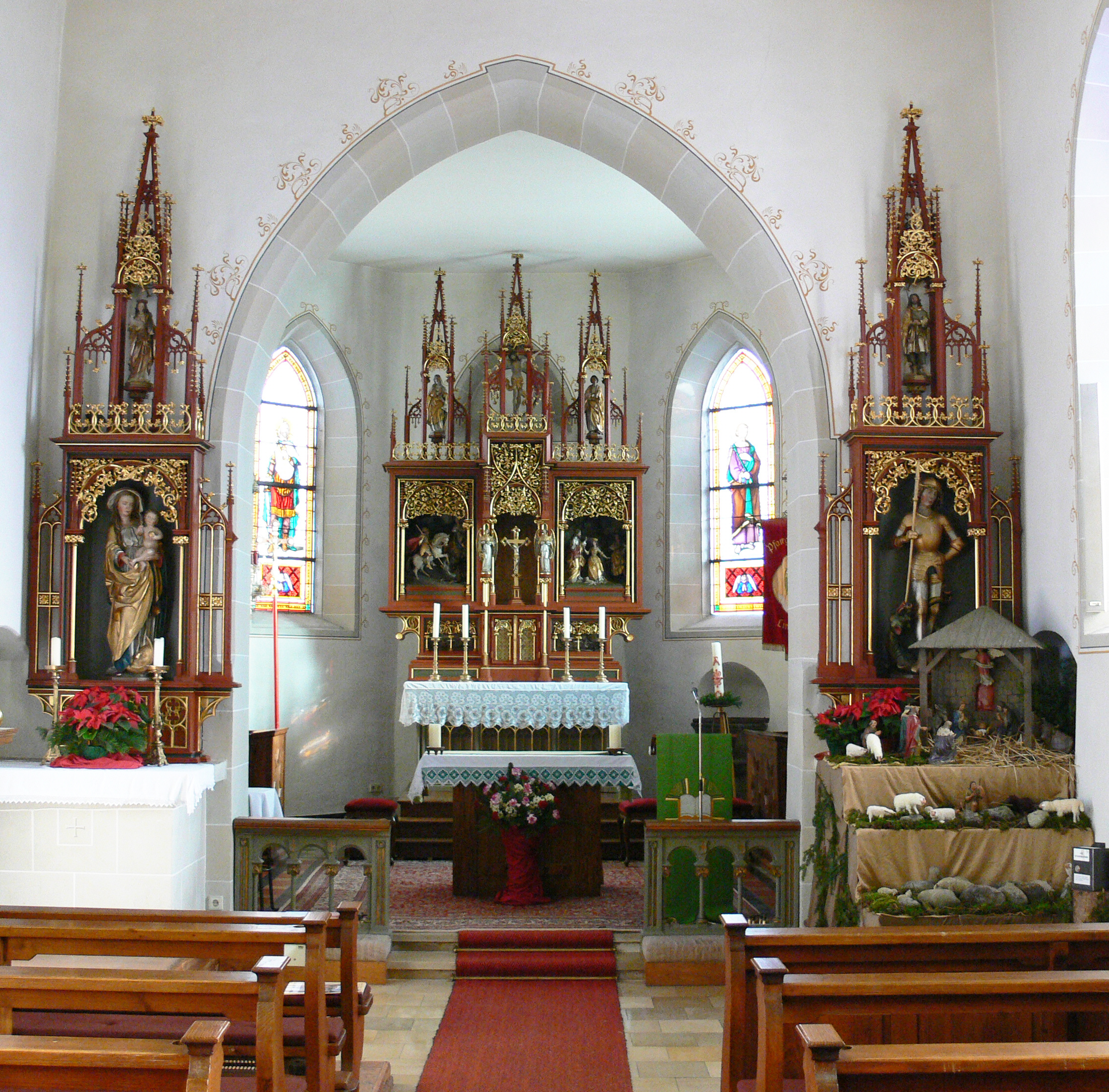
Neugotische Altäre in Limpach, um 1900

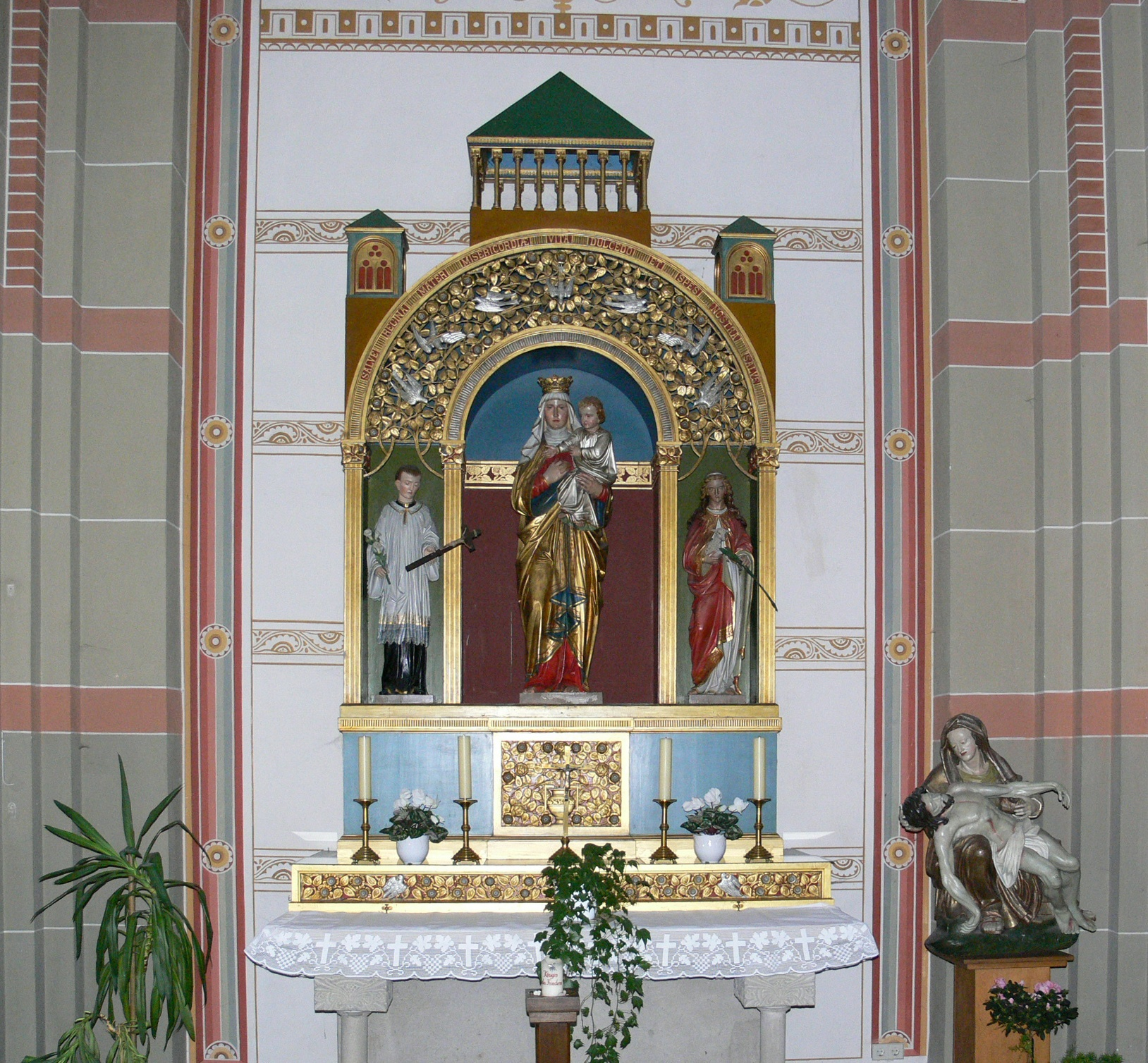
Neoromanischer Marienaltar in Hundersingen, 1906

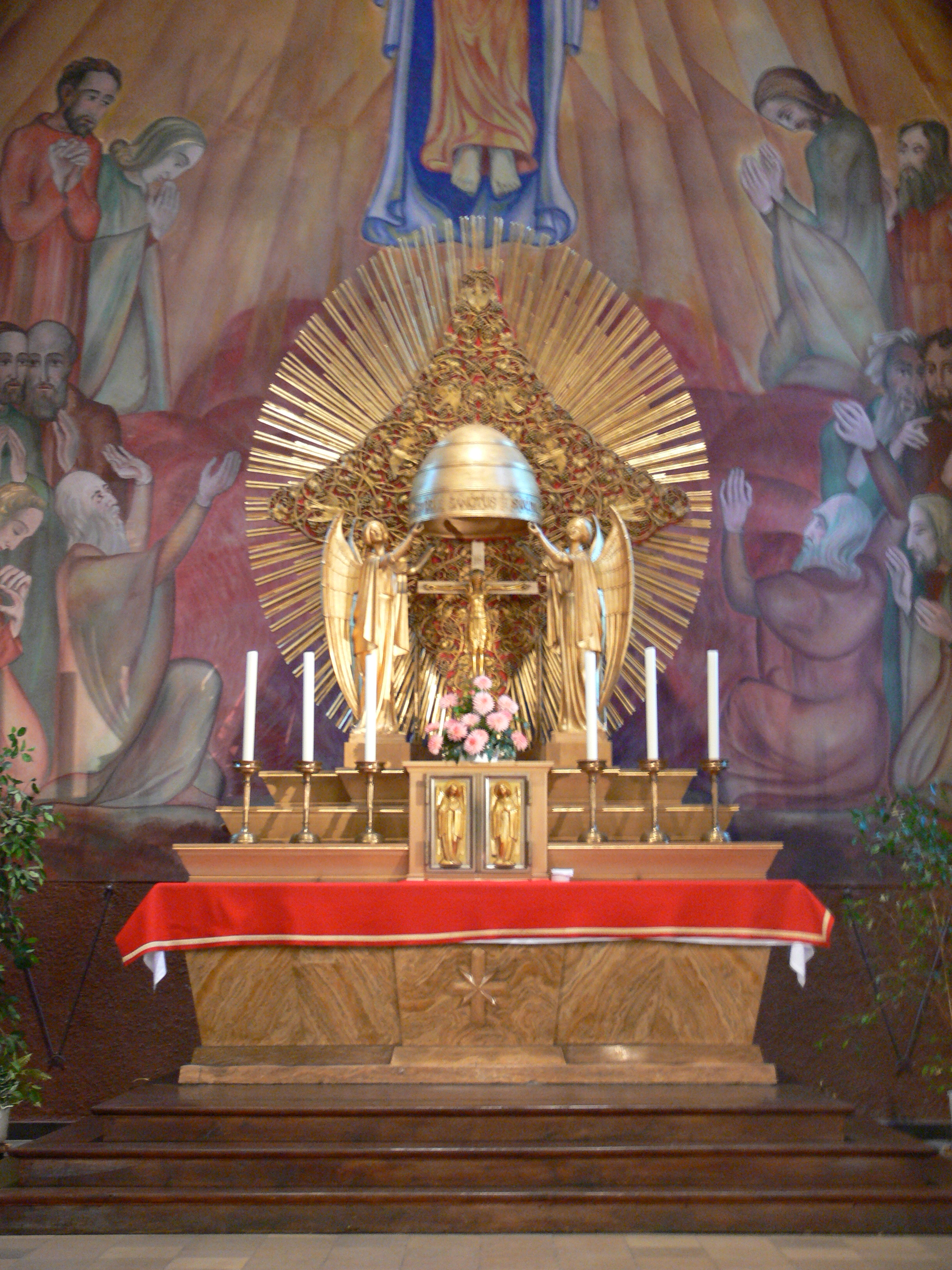
Hochaltar in Baienfurt, um 1927

## Leben
Schnell war der jüngste Sohn des Bildhauers Theodor Schnell d. Ä. und empfing erste Anregungen in der väterlichen Werkstatt. Zur Vervollständigung seiner Studien ging er nach Stuttgart. 1891 trat Theodor Schnell in das Familienunternehmen ein und übernahm sogleich die künstlerische Federführung, 1901 übernahm er den Betrieb auch offiziell. Bald weitete sich der Wirkungskreis der Werkstatt bis in die Zentralschweiz, nach Graubünden, Vorarlberg und in das nördliche Württemberg aus. 1918 verlieh ihm der württembergische König Wilhelm II. den Titel „Professor“. Von 1922 bis 1938 vertrat er das Land Württemberg im Vorstand des Vereins für Geschichte des Bodensees und seiner Umgebung.
Schnell besaß eine große, qualitätvolle Sammlung sakraler Skulpturen vom Mittelalter bis zum Rokoko. Nach seinem Tod wurde die Sammlung 1939 bei Lempertz in Köln versteigert und so zerstreut.

## Werke
(Auswahl)
- Hochaltar, Pfarrkirche St. Anton, Ennetbürgen, 1892 (erhalten)
- Hochaltar, Pfarrkirche Herz Jesu, Lungern, 1893 (1949 ersetzt)
- Kanzel, Pfarr- und Wallfahrtskirche Mariä Geburt, Amtzell-Pfärrich, 1893 (erhalten)
- Hochaltar, Seitenaltäre und Kanzel, Pfarrkirche Mariä Himmelfahrt, Domat/Ems, 1894[3]
- Fünf Altäre und Kanzel, Liebfrauenkirche, Ravensburg, 1896–1899 (nicht erhalten)
- Kronleuchter, Liebfrauenkirche, Ravensburg (nicht erhalten)[4]
- Predellareliefs Tod des Joseph und Haus Nazareth, Pfarr- und Wallfahrtskirche Mariä Geburt, Amtzell-Pfärrich, 1900 (erhalten)
- Hochaltar und Seitenaltäre, Pfarrkirche St. Georg, Deggenhausertal-Limpach, um 1900 (erhalten)
- Hochaltar und Chorgestühl, Pfarrkirche St. Martinus, Wangen im Allgäu, um 1900 (erhalten)
- Hochaltar und Seitenaltäre, Stiftskirche San Vittore Mauro, Poschiavo, 1902–1904 (erhalten)
- Hochaltar und zwei Seitenaltäre, Pfarrkirche Mariä Geburt, Wolpertswende-Mochenwangen, 1903 (erhalten)
- Hochaltar, Pfarrkirche St. Georg und Sebastian, Laupheim-Untersulmetingen, 1904 (erhalten)
- Altar, Wallfahrtskapelle Neusaß, Schöntal-Neusaß, 1906 (erhalten)
- Hochaltar, Pfarrkirche St. Peter und Paul, Oberägeri, 1906–1907 (erhalten)
- Altäre in der Pfarrkirche St. Martin, Herbertingen-Hundersingen, 1906 (erhalten)
- Altar mit „Maria im Rosenhag“, Dorfkapelle Bach, Wangen im Allgäu-Deuchelried, um 1910 (erhalten)
- Hochaltar, Pfarrkirche zum heiligsten Herzen Jesu, Bregenz, 1911 (erhalten)
- Heiliggrabaltar, Garnisonkirche St. Georg, Ulm, 1919 – unter Verwendung einer Figurengruppe von Joseph Dettlinger (erhalten)
- Hochaltar, Pfarrkirche St. Bonifatius, Bad Nauheim, 1923 (1969 entfernt; Figuren und Reliefs erhalten und in die Rückwand des Chors eingesetzt)
- Kriegerdenkmal für die Gefallenen des Ersten Weltkrieges, Hauptfriedhof Ravensburg, 1924 (erhalten)
- Hochaltar, Pfarrkirche Mariä Himmelfahrt, Baienfurt, um 1927 (erhalten)
- Marienaltar, Pfarrkirche St. Bonifatius, Bad Nauheim, 1930 (1969 entfernt, Marienfigur erhalten)
- Josefsaltar, Pfarrkirche St. Bonifatius, Bad Nauheim, 1931 (1969 entfernt, Josefsfigur erhalten)
- Hochaltar, Filialkirche St. Josef, Vaduz-Ebenholz, 1931 (erhalten)[5]
- 14-Nothelfer-Altar, Pfarrkirche St. Bonifatius, Bad Nauheim, 1938 von Max Seibold nach Plänen Schnells vollendet (erhalten)
- Altar(?), Kapelle des St. Josefsheims, Schruns (erhalten)
- Hochaltar, Pfarrkirche St. Jakobus Maior, Bubsheim (erhalten)
- Altar (Altäre?), Pfarrkirche St. Elisabeth, Stuttgart-West (teilweise erhalten?)
- Hochaltar, Liebfrauenkirche, Stuttgart-Bad Cannstatt (kriegszerstört?)
- Restaurierung eines Altars (?) mit eigenen Zusätzen, Pfarrkirche St. Georg, Königseggwald
- Dreifaltigkeitsaltar unter Verwendung einer vorhandenen Kreuzigungsgruppe und Marienkrönung, Heilig-Kreuz-Münster, Rottweil[6]
- Restaurierung eines Altars (?) mit eigenen Zusätzen, Kathedrale St. Maria Himmelfahrt, Chur
- Ausstattung der Kapelle des Josefshauses, Ravensburg (nicht erhalten)
- zahlreiche Kriegerdenkmäler und Grabdenkmäler, insbesondere nach 1918
- Familiengrabmal Schnell, Hauptfriedhof Ravensburg (erhalten)